# Bergstruikzanger
De bergstruikzanger (Horornis fortipes; synoniem: Cettia fortipes) is een zangvogel uit de familie Cettiidae.

## Verspreiding en leefgebied
Deze soort komt voor van de Himalaya tot oostelijk China en Taiwan en telt 4 ondersoorten:
- H. f. pallidus: van de westelijke Himalaya tot westelijk Nepal.
- H. f. fortipes: van de oostelijke Himalaya tot zuidwestelijk China en noordelijk Myanmar.
- H. f. davidianus: van centraal China tot noordelijk Indochina.
- H. f. robustipes: Taiwan.